# Галкин, Николай Александрович
Николай Александрович Га́лкин (? — ок. 1928) — русский военачальник. Генерал-майор. Участник Белого движения в годы Гражданской войны.

## Происхождение, образование и служба до Гражданской войны
Выпускник Владимирского военного училища и Николаевской Академии Генерального штаба.
Во время Первой мировой войны служил в штабе Киевского военного округа в чине подполковника. Позднее — в подчинённом большевикам управлении Поволжского военного округа.

## Участие в Гражданской войне
С конца 1917 года руководил подпольной офицерской организацией в Самаре.
После свержения советской власти в городе в правительстве КОМУЧа с 8 августа по 24 октября 1918 года управлял военным ведомством. Руководил формированием частей Народной армии. Во время ликвидации Народной армии руководил комиссией по её реорганизации. С 24 октября служил в должности генерала для поручений при Верховном главнокомандующем генерале В. Г. Болдыреве.
После прихода к власти адмирала Колчака с 31 января 1919 года служил начальником Яицкого отдела войск Русской армии, сформированного на территории Уральского казачьего войска из лиц неказачьих сословий, подчинялся непосредственно командующему Уральской армией. Позднее командовал сформированным в Троицке 11-м Яицким корпусом в составе Южной армии, участвовал вместе с корпусом в боях на Южном Урале.
В феврале 1920 года с отрядом А. П. Перхурова попал в плен у деревни Карпово близ Усть-Кута.
По другим сведениям, после окончания Гражданской войны генерал-майор Галкин продолжал участвовать в деятельности боровшихся с Советами диверсионных партизанских отрядов. В 1928 году был взят в плен и расстрелян.